# Khalid Karami
Khalid Karami (Amsterdam, 29 dicembre 1989) è un ex calciatore olandese, di ruolo difensore.

## Carriera
Dal 2011 al 2013 gioca nella seconda serie del campionato olandese con il Go Ahead Eagles. Nel 2013 passa all'Excelsior con cui ottiene la promozione in Eredivisie al termine della stagione, debuttando quindi in massima serie nella stagione 2014-2015. Nel 2018 si trasferisce al Vitesse che a gennaio lo presta al NAC Breda. Il 29 giugno 2019 passa in prestito annuale allo Sparta Rotterdam.